# 古岡勝
古岡 勝（ふるおか まさる、1919年（大正8年）10月1日 - 2005年（平成17年）9月30日）は、福岡県出身の武道家（無双流居合斬道創始者、無双直伝英信流居合道範士十段、柔道六段）、会社役員（学習研究社最高顧問）。武号は二刀斎。
居合は初め夢想神伝流を学び、次いで無双直伝英信流第21代・平井阿字斎より無双直伝英信流を学んだ。
1937年（昭和12年）福岡県立東筑中学校（現・福岡県立東筑高等学校）を卒業後、陸軍予備士官学校に入学。日中戦争に陸軍将校として従軍し、白兵戦で日本刀を使った経験が何度もあるという。最終階級は大尉。
戦後、学習研究社の創業者で叔父の古岡秀人に誘われ、東京に移住して同社に入社した。勤務のかたわら無双直伝英信流居合道と試斬を指導していたが、1979年（昭和54年）無双流居合斬道を開く。以後、無双直伝英信流居合道と無双流居合斬道を平行して指導した。
1989年、勲三等瑞宝章を受章。2005年9月30日、急性心不全のため死去。